# Сеулски консензус
Консензус о заједничком расту у Сеулу је скуп принципа и смерница успостављених да помогну земљама Г20 и осталим глобалним актерима у сарадњи са мање развијеним земљама у циљу јачања њиховог економског раста и постизања УН-ових Миленијумских развојних циљева. Потврдили су је лидери држава Г20 на самиту Г-20 у Сеулу 2010. године, са вишегодишњим акционим планом израђеним за постизање опипљивих резултата.
За разлику од старијег Вашингтонског консензуса, Сеулски консензус омогућава већу улогу државне интервенције. Уместо да покушава да наметне једнообразно решење „одозго према доле“, оно претпоставља да решења треба да буду прилагођена захтевима појединачних земаља у развоју, а саме земље у развоју воде главну реч у дизајнирању пакета реформи и политика које најбоље одговарају њиховим потребама.
Вашингтонски консензус, како је првобитно дефинисан, био је скуп од десет принципа. Нови консензус заснован је на шест основних принципа и има девет „стубова“.

## Основни принципи
Шест основних принципа консензуса у Сеулу су:
- Фокус на економски раст Г20 сугерише да је економски раст уско повезан са способношћу земаља са ниским приходима (ЗНП) да постигну Миленијумске развојне циљеве . Они наводе да мере за промоцију инклузивног, одрживог и еластичног раста треба да имају предност у односу на уобичајено пословање.
- Глобално развојно партнерство. ЗНП треба третирати као равноправне партнере, са потпуном контролом над сопственим развојем. Партнерства би требала бити транспарентна и одговорна.
- Глобална или регионална системска питања. Г20 би требао дати приоритет регионалним или системским питањима тамо где је њихово колективно деловање најповољније за остваривање корисних промена.
- Учешће приватног сектора. Г20 препознаје значај приватних актера у доприносу расту и предлаже да политике треба да буду прилагођене пословању.
- Комплементарност. Г20 ће покушати да избегне дуплирање напора других глобалних актера, усредсређујући своје напоре на подручја у којима имају компаративну предност.
- Исходна оријентација. Г20 ће се фокусирати на опипљиве практичне мере за решавање значајних проблема. [1] [2]

### Стубови
Девет кључних стубова су подручја за која се сматра да им је најпотребнија пажња у земљама у развоју. То су 1) инфраструктура, 2) приватне инвестиције и отварање нових радних места, 3) развој људских ресурса, 4) трговина, 5) финансијска инклузија, 6) еластични раст, 7) сигурност хране, 8) мобилизација домаћих ресурса 9) размена знања.  

## Историја сеулског консензуса

### Стварање
О питањима развоја разговарало се на нивоу лидера Г20 од самита у Лондону 2009. године .  Након самита у Торонту 2010. године, Г20 је издао саопштење у којем се каже да је "сужавање развојног јаза и смањење сиромаштва саставни део" њихових ширих циљева.  Убрзо након што је најављено да ће следећи самит бити у Сеулу, актери цивилног друштва, укључујући Оксфам, почели су да се залажу за оно што су назвали „Сеулским консензусом о развоју“.  Првобитни нацрт документа Г20 за консензус садржао је одредбе које омогућавају најсиромашнијим земљама неограничен приступ тржиштима економија Г20, за шта су се невладине организације, па чак и верски лидери попут папе, снажно залагали у својој социјалној енциклици из 2009. године. Одредба је избачена из завршне декларације јер се нису сви чланови могли сложити. 

### Имплементација
Након састанка министара финансија у априлу 2011. године, Г20 је издао саопштење у којем су нагласили важност примене консензуса, рекавши да предвиђају конкретне препоруке које ће њихов панел на високом нивоу објавити у септембру. 

## Реакције
Прве реакције на консензус у Сеулу биле су мешовите. Уводник часописа Фајненшал тајмс описао је његов „прагматични и плуралистички поглед на развој“ као привлачан, али такође сугерише да би могао „учинити нешто више од забијања још једног ексера у ковчег давно преминулог консензуса из Вашингтона“  Чланак који је објавио Вал Стрит журнал је био нешто позитивнији, приметивши да је већ предузет конкретан корак стварање новог панела од 12 земаља који ће радити на финансирању инфраструктуре.  Корејске дневне вести објавиле су чланак у којем се сугерише да се консензус може показати као једино трајно достигнуће самита у Сеулу. 
Британска добротворна организација КЕЈФОД рекла је да је нови консензус "језиво познат" у поређењу са ранијом верзијом из Вашингтона и да нису задовољни нагласком на укључивању приватног сектора, посебно у инфраструктури.  Авинаш Кумар из Оксфама био је разочаран целим фокусом на физичку инфраструктуру, сугеришући да би јаснија посвећеност побољшању социјалне инфраструктуре у мање развијеним земљама била боља. 
Неки научници приметили су да је консензус понудио нејасне најаве, али ограничене детаље у примени, други су приметили управо козметичке промене између консензуса из Вашингтона и Сеула..